# 迈尔观景亭
迈尔观景亭（Mayerův gloriet） 又名麋鹿跳台了望台（vyhlídka Jelení skok），是捷克卡罗维发利 最古老的瞭望台之一。它建于 1804年，位于市中心以西的一块岩石岬角上。从这里可以眺望剧院广场（Divadelní náměstí）、对面山丘和帝国酒店（hotelem Imperial）的景色。

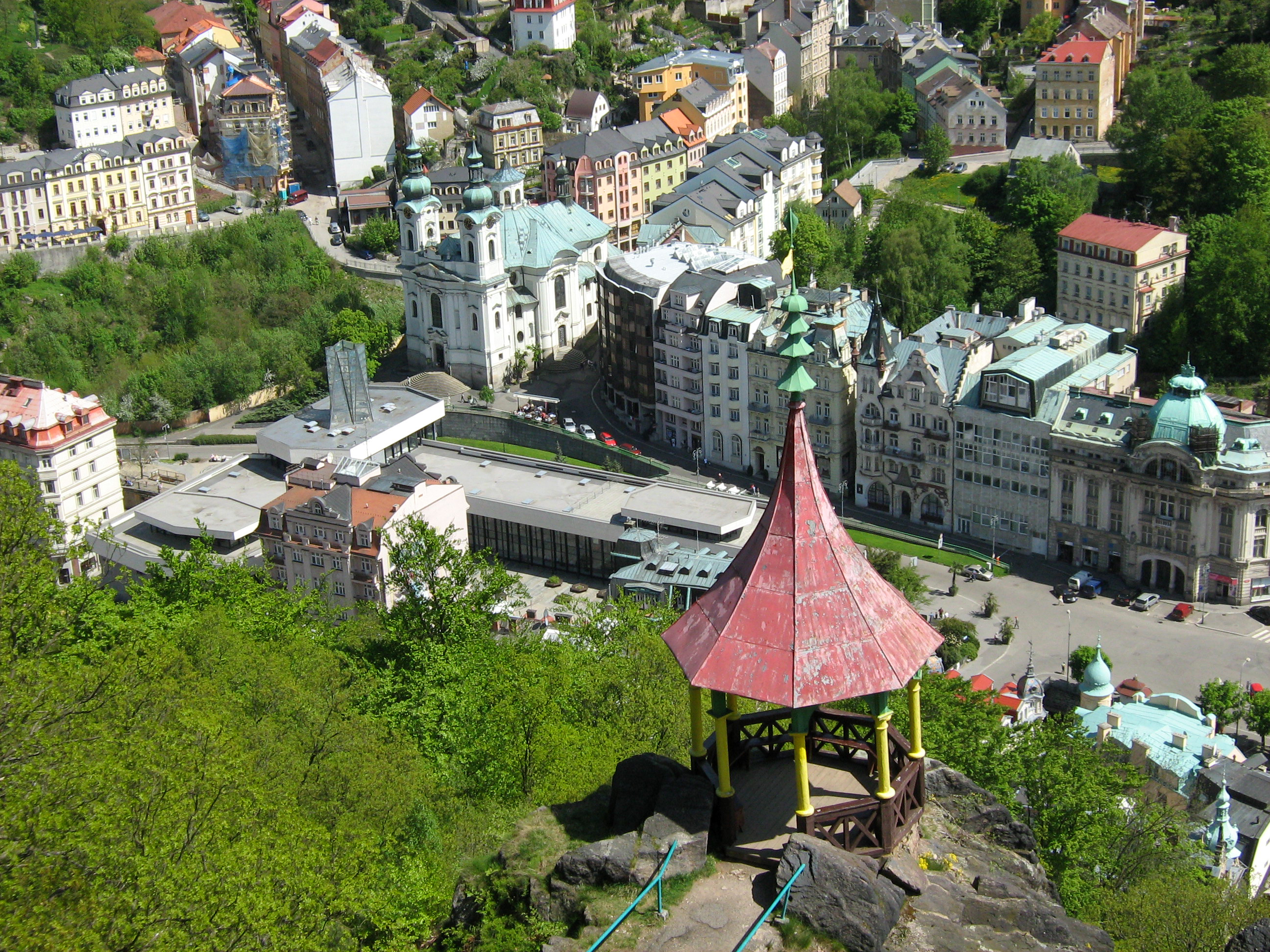
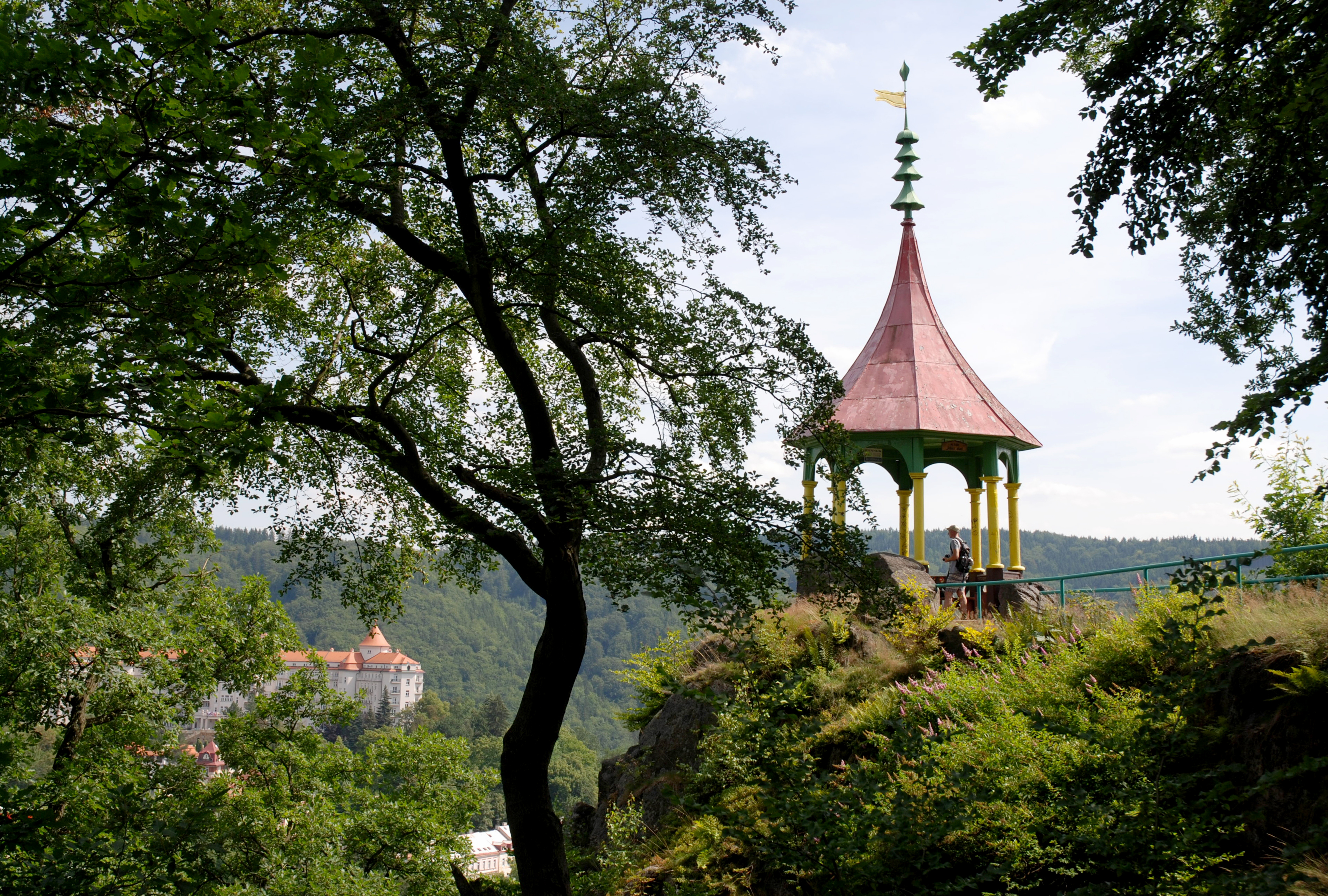
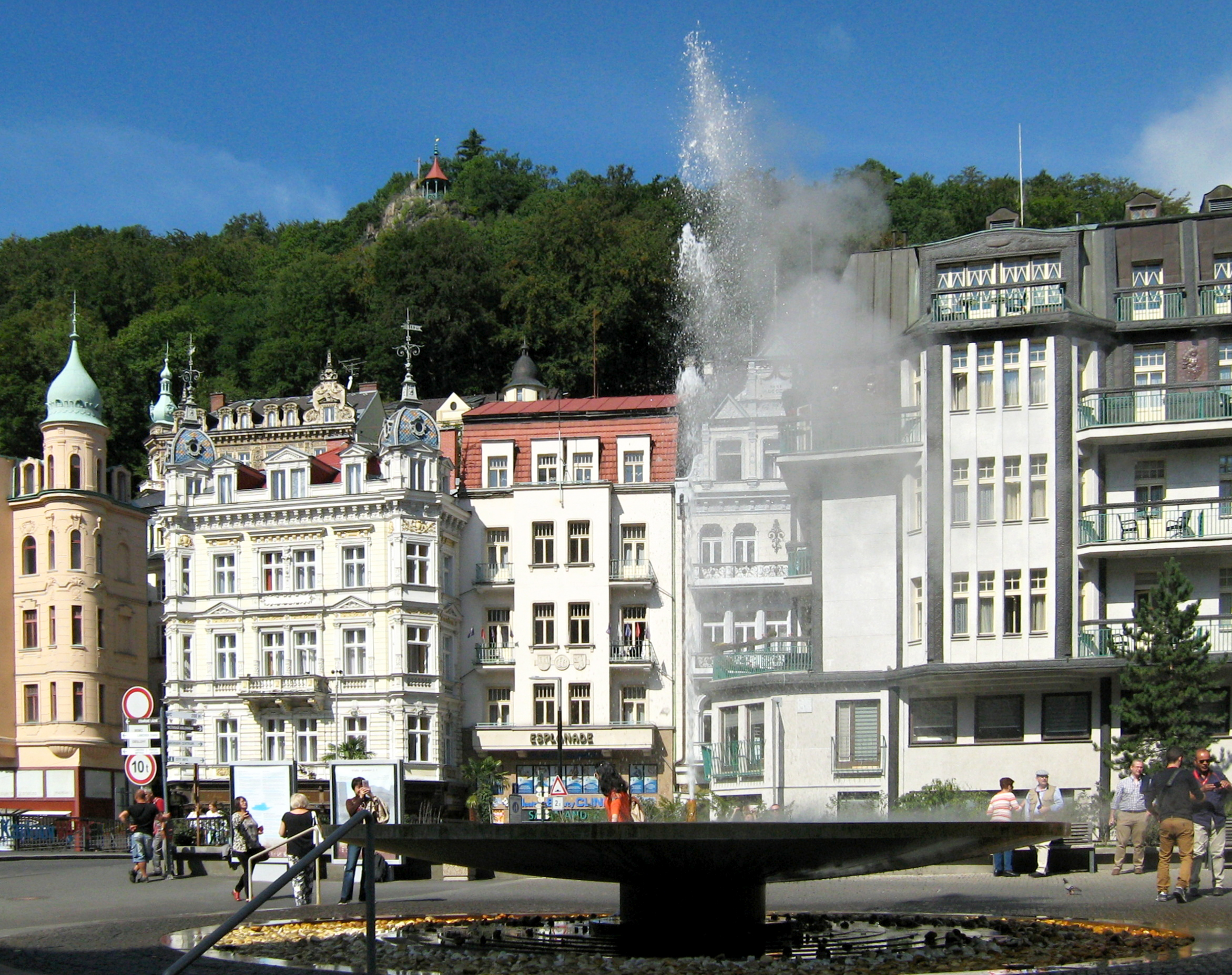
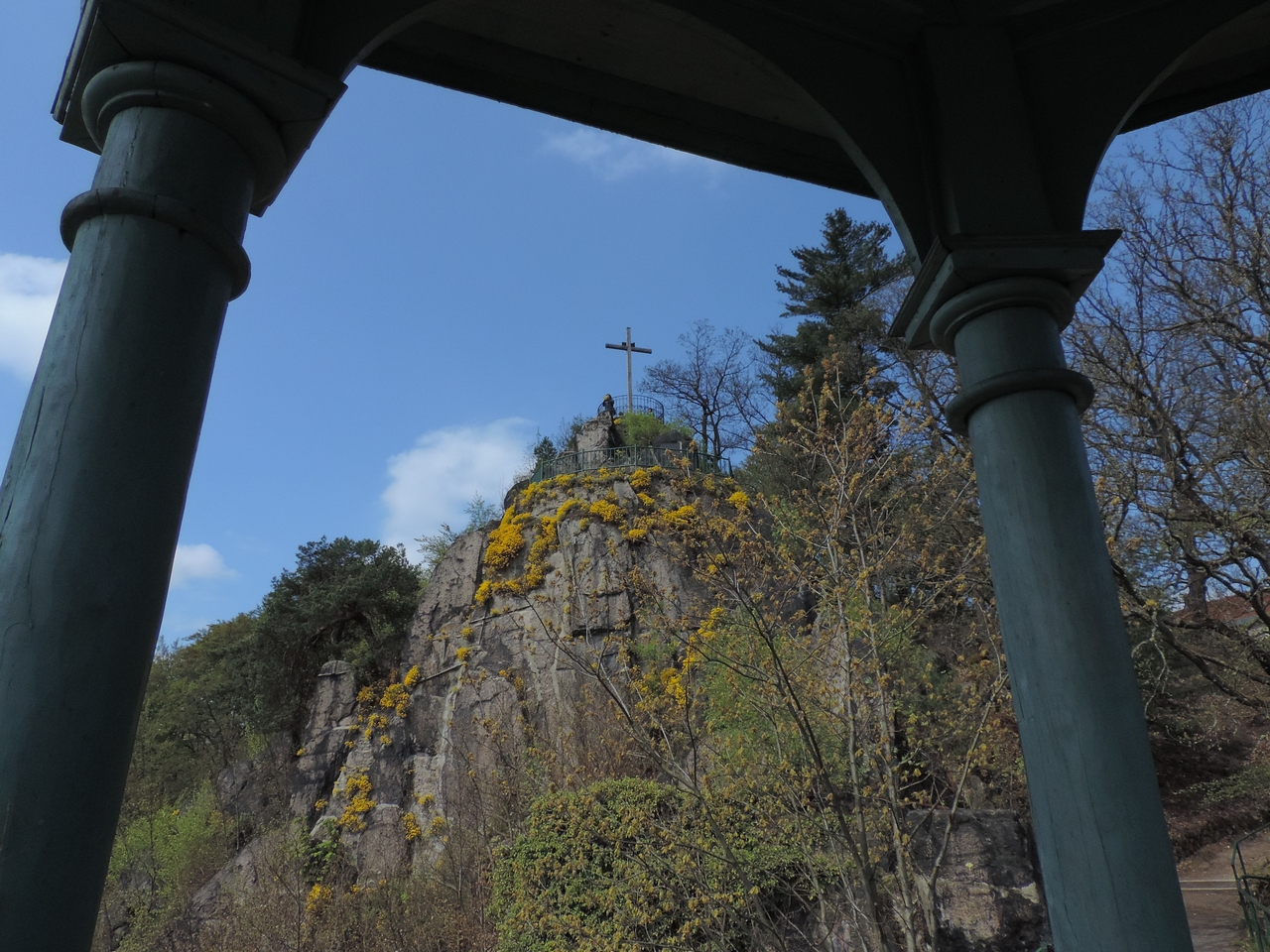
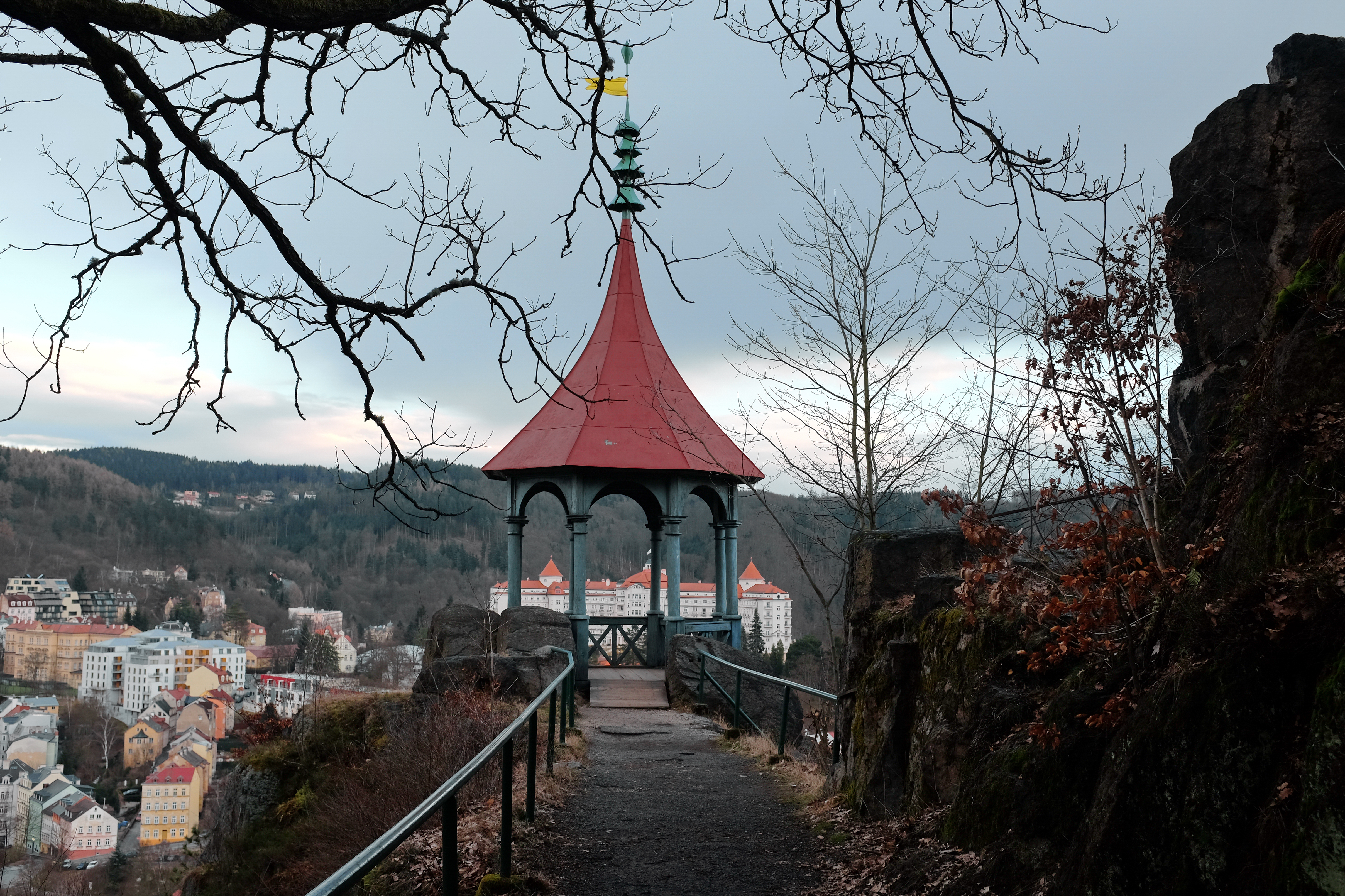
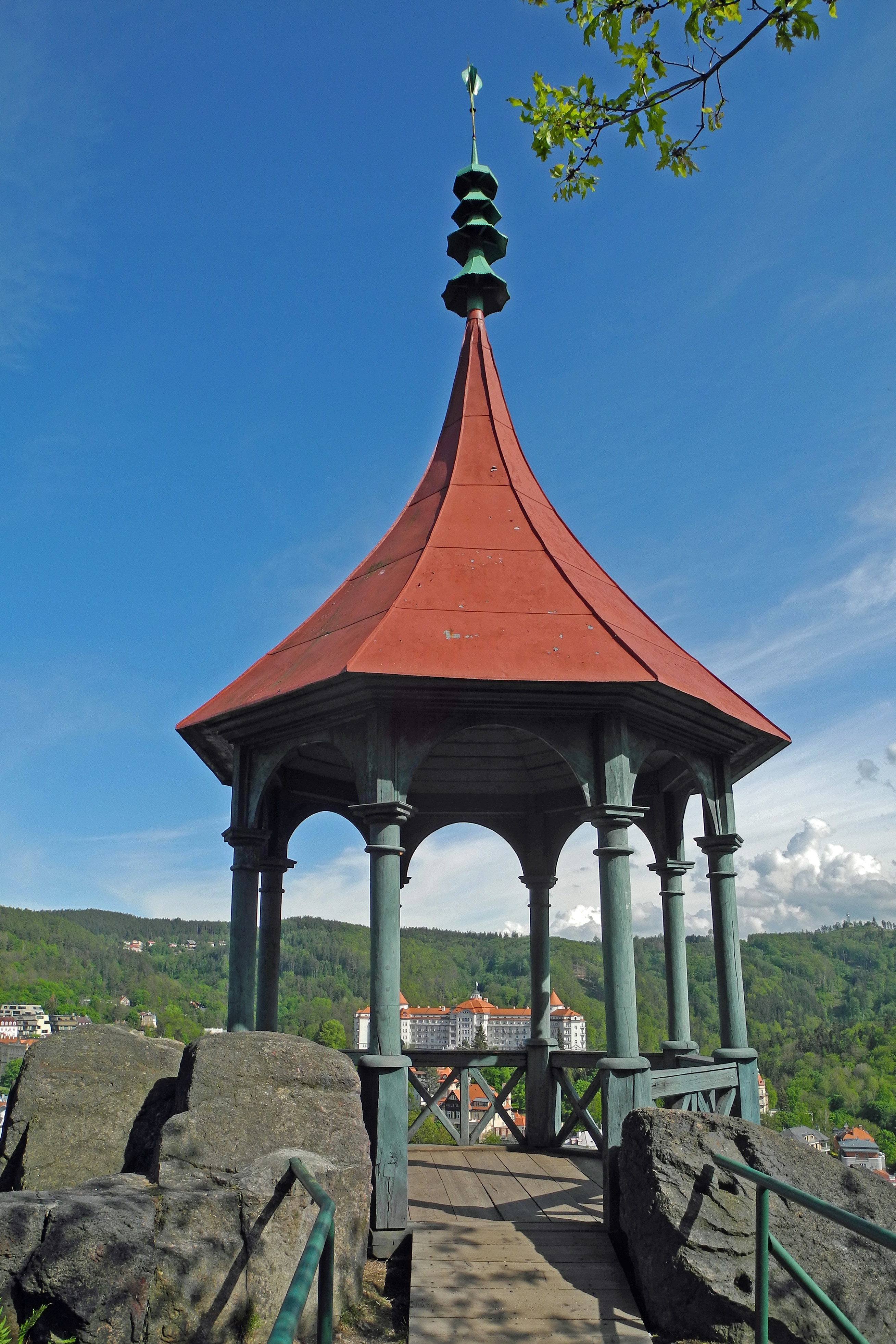
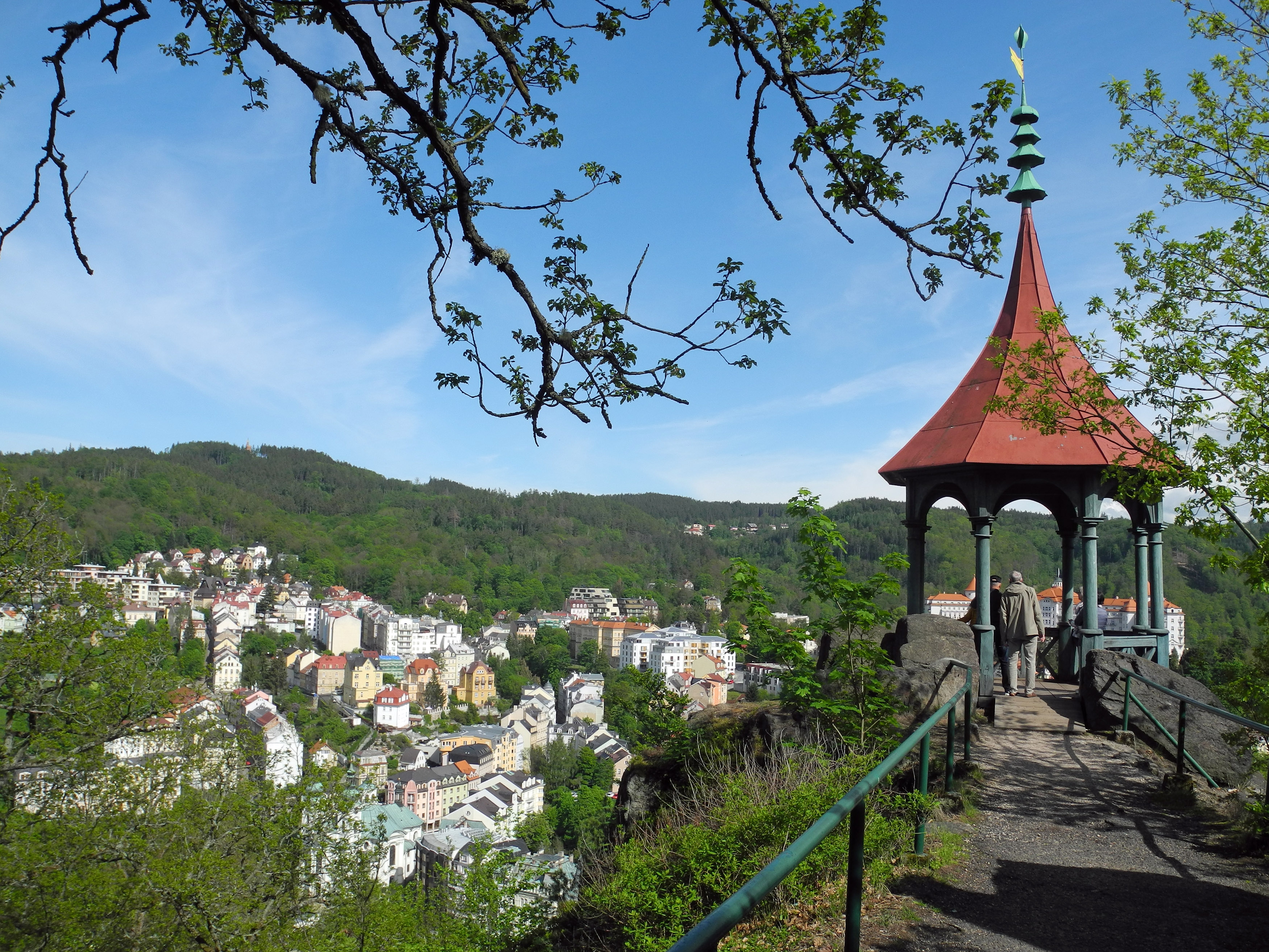
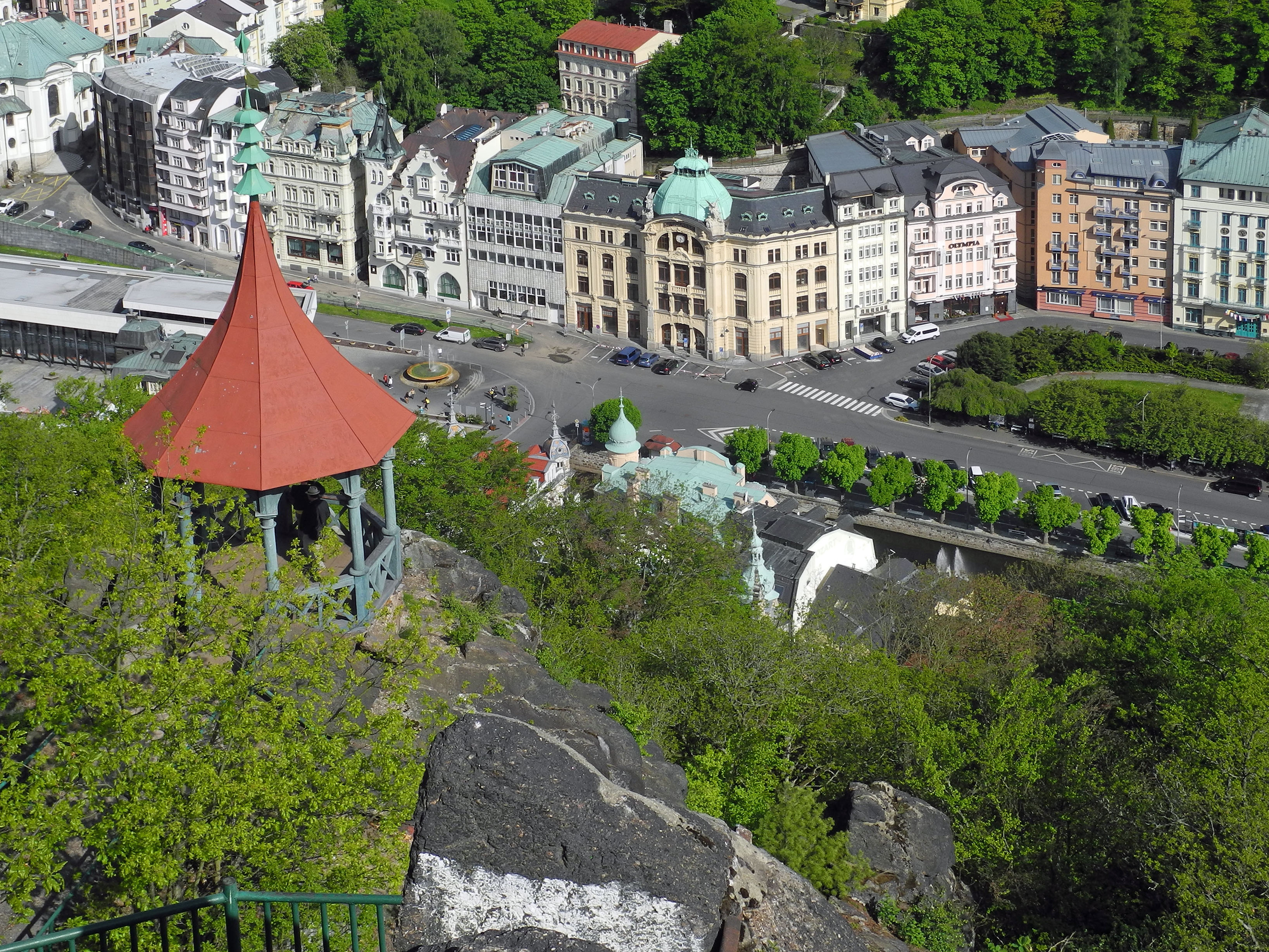
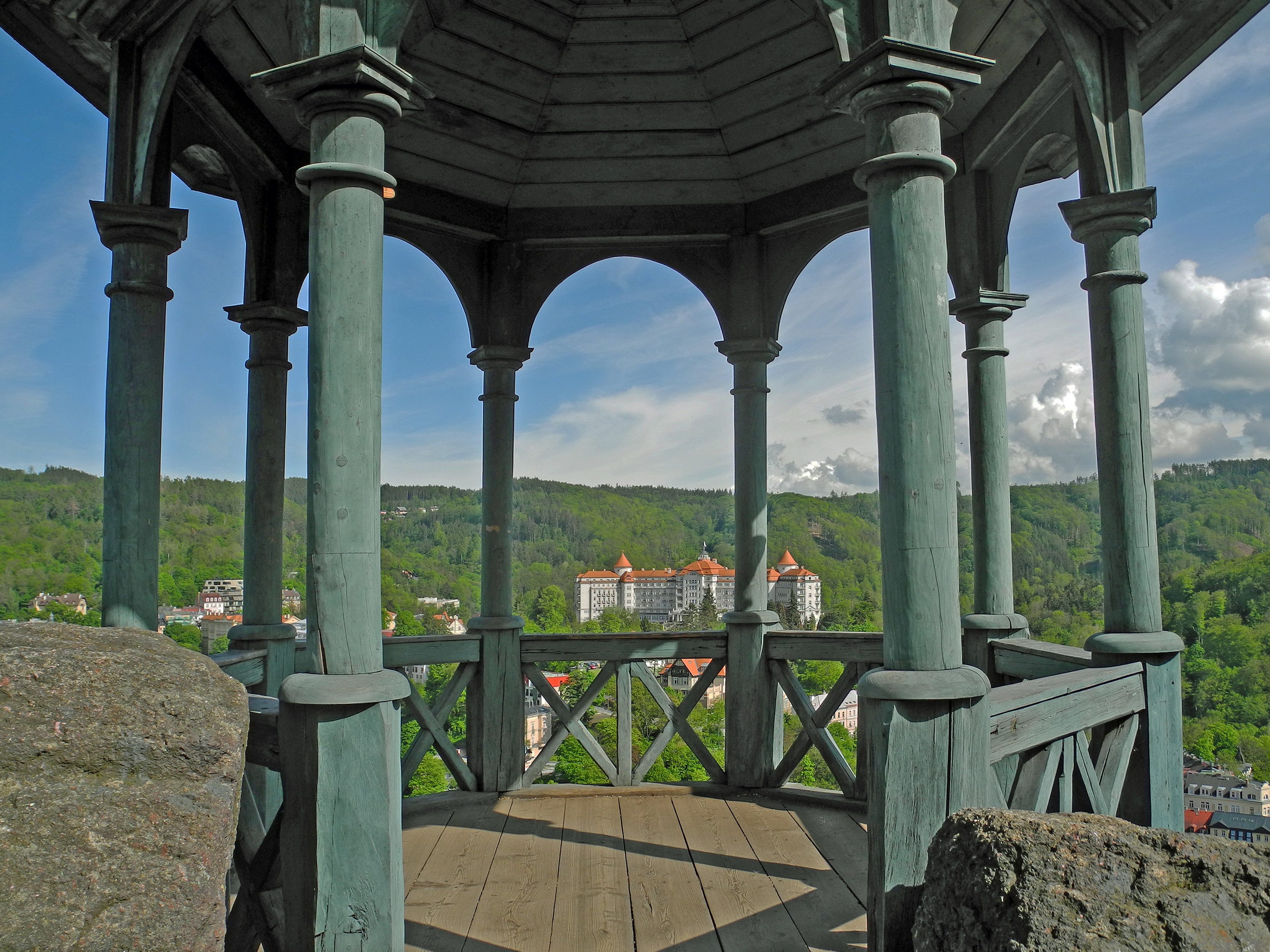
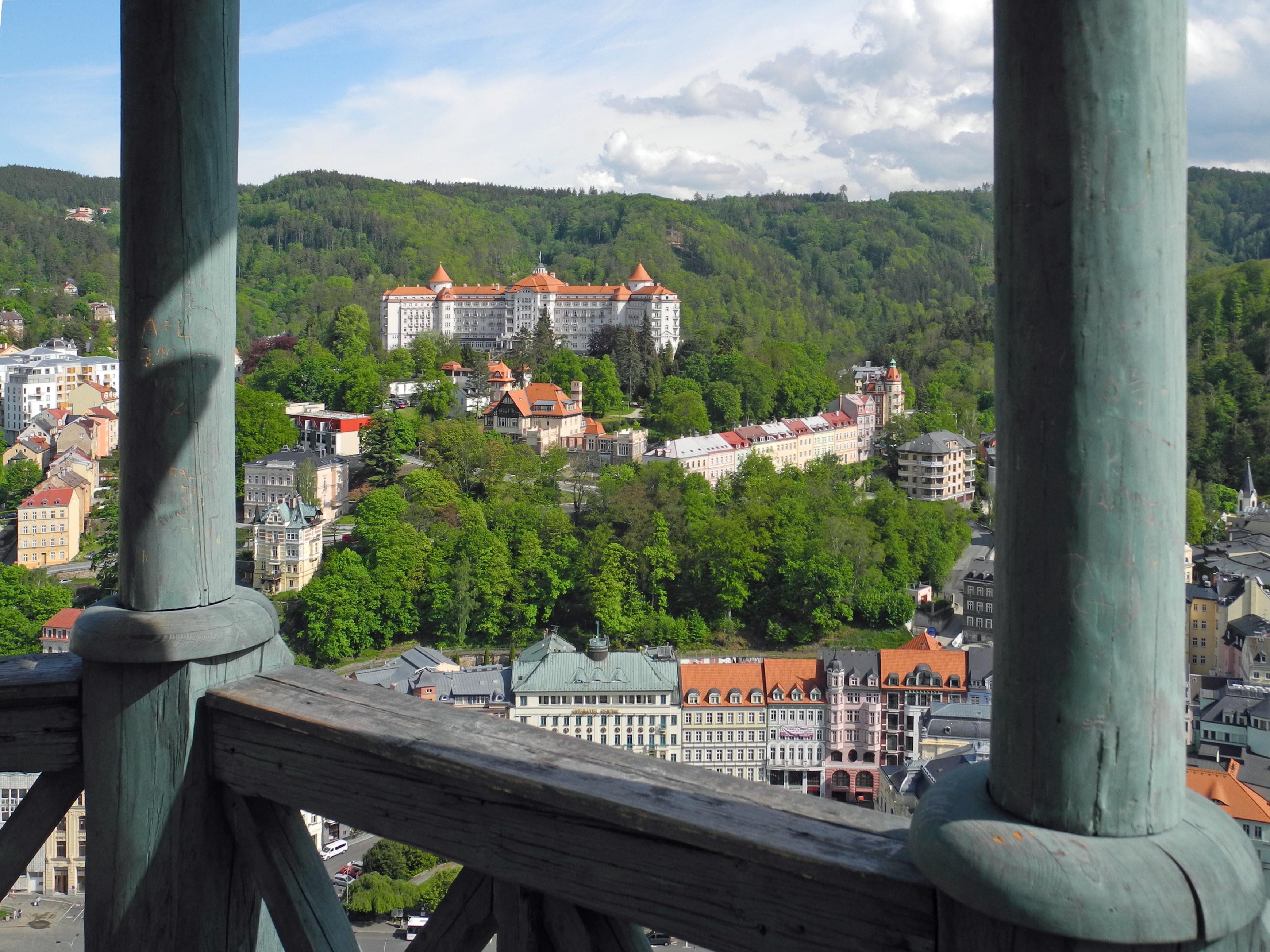